# Mohsine Moutaouali
Mohsine Moutaouali (arab. ‏محسن متولي‎; ur. 3 marca 1986 w Casablance) – marokański piłkarz, grający na pozycji prawego napastnika. W sezonie 2020/2021 zawodnik Rai Casablanca, której jest kapitanem. Reprezentant kraju.

## Kariera klubowa
Wychowanek Rai Casablanca.
Na początku nie grał, więc został wykupiony na sezon 2006/2007 do Unionu Touarga, w którym w GNF 2 rozegrał 27 meczów i strzelił 10 goli.
Następnie został podstawowym zawodnikiem Rai. W sezonie 2007/2008 zagrał w 28 meczach, bez bramek, został mistrzem kraju. W sezonie 2008/2009 rozegrał 27 meczów i strzelił 8 goli, a w kolejnym zdobył 7 bramek. W sezonie 2010/2011 zagrał w 20 spotkaniach i strzelił 5 goli, a dodatkowo zdobył mistrzostwo kraju.
18 lipca 2011 roku został wypożyczony do Emirates Club. Zadebiutował tam 15 października 2011 roku w meczu przeciwko Dubai Cultural Sports Club, wygranym 2:1. Pierwszą bramkę strzelił 22 grudnia 2011 roku w meczu przeciwko Ash-Shabab Dubaj, przegranym 1:5. Mohsine Moutaouali do siatki trafił w 55. minucie. Łącznie w Zjednoczonych Emiratach Arabskich rozegrał 10 meczów i raz strzelił gola.
Do Casablanki powrócił 30 czerwca 2012 roku. Ponownie w Rai zagrał 16 września 2012 roku w meczu przeciwko FUSowi Rabat, wygranym 3:0. Na jednym z meczów ligowych w sezonie 2012/2013 strzelił bramkę i miał asystę. Występował z Rają na Klubowych Mistrzostwach Świata w 2013 roku. Raja doszła do finału, a Mohsine Moutaouali we wszystkich meczach był kapitanem zespołu. Na tej imprezie strzelił gola i zaliczył asystę. Raja w sezonie 2012/2013 zdobyła mistrzostwo Maroka. W sezonie 2013/2014 rozegrał 29 meczów, zdobył 9 bramek i zaliczył 3 asysty. Na dwóch meczach miał opaskę kapitana drużyny. Do czasu kolejnego transferu rozegrał tam 49 ligowych meczów, strzelił 14 goli i zanotował 6 asyst.
1 lipca 2014 roku trafił do katarskiego Al-Wakrah SC. Zadebiutował tam 22 sierpnia 2014 roku w meczu przeciwko El-Jaish SC, przegranym 3:2. Pierwszą bramkę strzelił tam 6 dni później w meczu przeciwko Al-Shamal. Bramkę na wagę zwycięstwa strzelił w 70. minucie meczu. Pierwszą asystę zaliczył w sezonie 2016/2017, 18 września 2016 roku w meczu przeciwko El-Jaish SC, przegranym 1:2. Asystował przy jedynej bramce swojego zespołu w 74. minucie spotkania. Łącznie w Al-Wakrah SC rozegrał 67 meczów (wszystkie ligowe), strzelił 24 gole i zanotował 3 asysty.
7 września 2017 roku został zawodnikiem Ar-Rajjan SC. Zadebiutował tam 9 dni po transferze, w meczu przeciwko Al-Khor SC, wygranym 2:4. Jednocześnie strzelił tam swojego pierwszego gola. Do siatki trafił w 86. minucie. Pierwszą asystę zaliczył 20 stycznia 2018 roku w meczu przeciwko Al-Kharitiyath SC, wygranym 4:2. Mohsine Moutaouali najpierw do siatki trafił w 39. minucie, a następnie asystował przy golu w 45. minucie. Łącznie rozegrał tam 20 meczów ligowych, strzelił 4 bramki i zanotował 3 asysty.
4 lipca 2018 został zawodnikiem Al Ahli Ad-Dauha. Zadebiutował tam 5 sierpnia 2018 roku w meczu przeciwko Al Rayyan SC, przegranym 2:0. Pierwsze dwie bramki strzelił 15 września tego samego roku w meczu przeciwko Al-Kharitiyath SC, wygranym 3:2. Mohsine Moutaouali do siatki trafiał w 35. i 79. minucie meczu. Łącznie rozegrał tam 21 meczów i strzelił 5 bramek.
1 lipca 2019 roku powrócił do Rai Casablanca. Ponownie zadebiutował tam 24 października w meczu przeciwko Rai Beni Mellal, wygranym 2:0. W tym meczu strzelił gola, do bramki trafił w 20. minucie. Po powrocie do 3 czerwca 2021 roku rozegrał 37 meczów, strzelił 7 goli i zanotował 9 asyst.

## Kariera reprezentacyjna
Mohsine Moutaouali w reprezentacji zadebiutował 12 stycznia 2014 roku w meczu przeciwko Zimbabwe, zremisowanym bezbramkowo. Pierwsze dwie bramki strzelił 13 dni później w meczu przeciwko Nigerii, przegranym 4:3 po dogrywce. Mohsine Moutaouali strzelał gole w 33. i 40. minucie. Łącznie w latach 2014–2015 rozegrał 7 meczów i strzelił 2 gole.